# Nouans
Nouans település Franciaországban, Sarthe megyében. Lakosainak száma 255 fő (2022. január 1.). Nouans René, Congé-sur-Orne, Dangeul, Lucé-sous-Ballon és Meurcé községekkel határos.

## Népesség
A település népességének változása:
| Lakosok száma | 284  | 284  | 289  | 286  | 279  | 271  | 264  | 261  | 255  |
|               | 2013 | 2015 | 2016 | 2017 | 2018 | 2019 | 2020 | 2021 | 2022 |